# Gaza (prowincja)

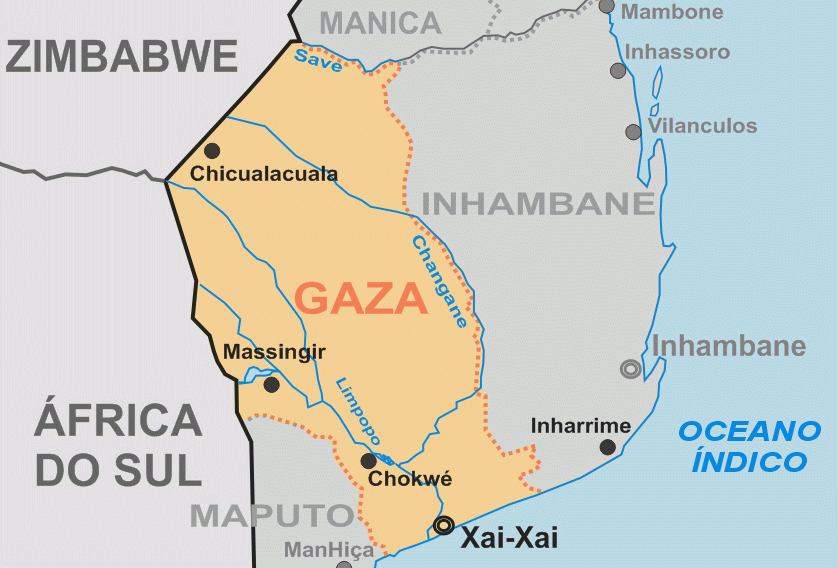
Gaza, Mozambik

Gaza – prowincja w południowym Mozambiku o powierzchni 75,7 tys. km². Zamieszkuje ją ponad 1,4 mln ludzi (spis z 2017). Stolicą prowincji jest Xai-Xai oddalone od Maputo (stolica Mozambiku) o 224 km, ma ono 132,9 tys. mieszkańców.
Gaza graniczy z prowincjami: Manica na północy, Inhambane na wschodzie, Maputo na południu a także z Republiką Południowej Afryki na zachodzie i Zimbabwe na północnym zachodzie; na południu posiada również ok. 200 km wybrzeża Oceanu Indyjskiego. Przecięta jest rzeką Limpopo.
Gaza nazywana jest czasem „spichlerzem” kraju z racji na duże uprawy ryżu w dolinie rzeki Limpopo. Inne produkty tej prowincji to: cajú, bawełna i kukurydza.
Na terenie tej prowincji znajduje się Park Narodowy Limpopo.

## Podział administracyjny prowincji
Na dystrykty (port. distritos):
- Bilene Macia
- Chibuto
- Chicualacuala
- Chigubo
- Chokwé
- Guijá
- Mabalane
- Manjacaze
- Massagena
- Massingir
- Xai-Xai

i gminy/okręgi miejskie (port. municípios):
- Chibuto
- Chokwé
- Manjacaze
- Xai-Xai